# Abarth 2000 Pininfarina Scorpione
L'Abarth 2000 è una vettura realizzata dalla Abarth nel 1969.

## Sviluppo
Il mezzo venne disegnato da Pininfarina ed esposto presso il Salone dell'automobile di Bruxelles.

## Tecnica
Il progetto della vettura fu realizzato da Filippo Sapino. Nella sezione anteriore del mezzo era presente un gruppo ottico composto da sei fari che potevano essere ruotati in base alle esigenze del guidatore. Come propulsore venne montato un Fiat/Abarth Tipo 236 2.0 montato centralmente accoppiato ad un carburatore Weber e gestito da un cambio manuale a cinque marce che erogava la potenza di 220 cv. Ciò le garantiva una velocità massima di 270 km/h. Per contenere il peso complessivo, il corpo vettura venne costruito in fibra di vetro ed avvolgeva un telaio tubolare in configurazione spaceframe. L'impianto frenante era costituito da quattro freni a disco, mentre le sospensioni erano formate da bracci longitudinali, molle elicoidali , ammortizzatori idraulici e barre anti-rollio.